# San Guillermo (Isabela)
San Guillermo (Filipino: Bayan ng San Guillermo) ist eine philippinische Stadtgemeinde in der Provinz Isabela, Verwaltungsregion II, Cagayan Valley. Sie hat 20.200 Einwohner (Zensus 1. August 2015), die in 26 Barangays lebten. Sie wird als Gemeinde der vierten Einkommensklasse auf den Philippinen und als teilweise urbanisiert eingestuft.
San Guillermo liegt im Südosten der Provinz, das Gemeindezentrum liegt im Tal des Cagayan. Das Gemeindegebiet erstreckt sich bis in das Gebirgsmassiv der Sierra Madre. Sie liegt 365 km nördlich von Manila und ist über den Marhalika Highway erreichbar. Ihre Nachbargemeinden sind Angadanan, San Mariano und Benito Soliven im Norden, Echague im Süden und Dinapigue im Osten.

## Baranggays
| - Anonang - Aringay - Burgos - Calaoagan - Centro 1 - Centro 2 - Colorado - Dietban - Dingading - Dipacamo - Estrella - Guam - Nakar | - Palawan - Progreso - Rizal - San Francisco Norte - San Francisco Sur - San Mariano Norte - San Mariano Sur - San Rafael - Sinalugan - Villa Remedios - Villa Rose - Villa Sanchez - Villa Teresita |

## Weblink
- Informationen der Philippine Statistics Authority über San Guillermo